# Le batteur du boléro
Le batteur du boléro è un cortometraggio del 1992 diretto da Patrice Leconte.
È stato presentato fuori concorso al 45º Festival di Cannes.
Il cortometraggio è costituito da un unico piano sequenza, che inizia da un dettaglio dei piedi del direttore di un'orchestra, si allarga all'intera orchestra, che esegue il celeberrimo Bolero di Ravel, vi gira intorno e si sofferma ad inquadrare il batterista (dalla sua destra) in un piano medio che dura per tutto il resto del cortometraggio.

## Trama
Un'orchestra esegue il Bolero di Ravel. L'attenzione si concentra sul percussionista e sulle sue buffe smorfie.

## Colonna sonora
La musica è eseguita dall'orchestra sinfonica di Parigi, con la direzione di Laurent Petit-Girard.

## Home Video
Le batteur du boléro è stato inserito come contenuto extra del DVD del film Il marito della parrucchiera, distribuito in Italia da BiM Distribuzione.